# NGC 4030
NGC 4030 é uma galáxia espiral (Sbc) localizada na direcção da constelação de Virgo. Possui uma declinação de -01° 06' 02" e uma ascensão recta de 12 horas, 00 minutos e 23,4 segundos.
A galáxia NGC 4030 foi descoberta em 1 de Janeiro de 1786 por William Herschel.